# ريكس هاريسون (لاعب دوري الرغبي)
ريكس هاريسون (بالإنجليزية: Rex Harrison)‏ هو لاعب دوري الرغبي أسترالي، ولد في 1914 في أديلايد في أستراليا، وتوفي في 1996 في North Sydney ‏ في أستراليا.